# Río Carare
 (octobre 2013).
Le río Carare est une rivière de Colombie et un affluent du río Magdalena.

## Géographie
Le río Carare prend sa source sur le versant ouest de la cordillère Orientale, dans la municipalité de La Belleza, au sud du département de Santander. Il coule ensuite vers le nord avant de rejoindre le río Magdalena au niveau de la municipalité de Puerto Parra, à la limite du département d'Antioquia.